# Tysklands U21-herrlandslag i fotboll
Tysklands U21-herrlandslag i fotboll spelade sina första matcher 1979, som det dåvarande Västtyskland, och flera kända spelare har spelat här, bland andra Jürgen Klinsmann och Oliver Bierhoff.
2009 blev Tyskland för första gången europamästare för U21 efter finalseger mot England med 4-0. I Tyskland utmärkte sig under turneringen Manuel Neuer, Andreas Beck och Mesut Özil.

## Historia
U21 ersatte 1976 U23 som Uefas ungdomlandslag. Västtyskland deltog inte till en början utan väntade fram till 1979 innan man startade sitt U21-landslag. Den första U21-landskampen spelades mot Polen i Toruń (0-1). Det första kvalet till ett mästerskap var för EM-turneringen 1982. Västtyskland tog EM-silver 1982 efter finalförlust mot England. I Västtyskland spelade Rudi Völler och Pierre Littbarski som senare blev nyckelspelare i A-landslaget. I finalen förlorade man det första mötet med 3-1 och då hjälpte inte seger i andra finalmatchen med 3-2 efter tre mål av Littbarski. 
Landslaget lyckades inte upprepa 1982 års framgång utan nådde kommande år som bäst kvartsfinal vilket man gjorde ett flertal gånger. 1996 spelade bland andra Torsten Frings och Michael Ballack tillsammans på mittfältet i U21-landslaget. De två skulle vara nyckelspelare i A-landslaget under VM 2006. Laget nådde EM-kvartsfinal 1996 men åkte ut mot Frankrike. 1998 nådde man återigen kvartsfinal men åkte ut mot Grekland. De två följande turneringarna blev besvikelser då man inte lyckades ta sig vidare från kvalspelet. 2000 blev man grupptvåa bakom Turkiet och 2002 slutade man på en tredjeplats i sin kvalgrupp.
2004 arrangerade Tyskland slutspelet efter att ha gått vidare från kvalet via kvalseger mot Turkiet. I U21-laget återfanns bland andra Lukas Podolski och Bastian Schweinsteiger som båda samma år debuterade i A-landslaget. Laget misslyckades däremot och åkte ut redan i gruppspelet. Därmed misslyckades man även att kvalificera sig för OS i Aten. 
Efter Uli Stielike tog Dieter Eilts över som förbundskapten 2004 och ledde laget genom EM-kvalet. Eilts ledde även laget genom påföljande kval som slutade med en plats i slutspelet efter seger mot Frankrike. Eilts kom något överraskande att lämna sin post innan slutspelet 2009 tog vid. In klev istället den gamla europamästaren Horst Hrubesch som tog över ett talangfullt lag. Hrubesch hade tidigare lett yngre årskullar inom DFB:s ungdomslandslag.

### Europamästare 2009

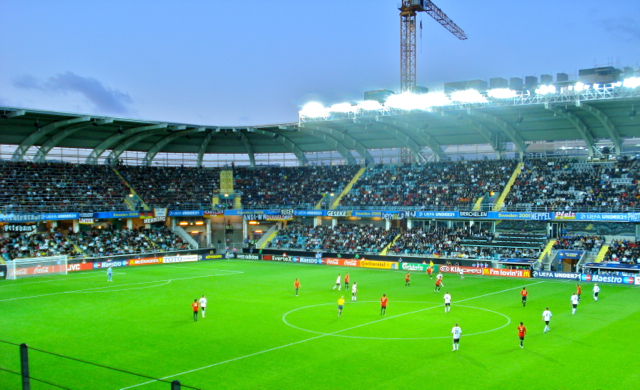
Tysklands U21-landslag möter Spaniens U21-landslag (0–0) i Göteborg under gruppspelet.

2009 blev Tyskland för första gången europamästare för U21 efter finalseger mot England med 4-0 på Swedbank Stadion i Malmö. I Tyskland utmärkte sig under turneringen Manuel Neuer, Andreas Beck, Sami Khedira (lagkapten) och Mesut Özil. Laget tog sig vidare från gruppspelet via seger mot Finland (2-0) och oavgjort i öppningsmatchen mot Spanien (0-0) och 1-1 i den avslutande gruppspelsmatchen mot England (1-1). Finalplatsen säkrades via 1-0 mot Italien i semifinalen efter mål av Andreas Beck. I finalen blev Gonzalo Castro, Özil och Sandro Wagner (2) målskyttar.
Efter EM 2008 tog Rainer Adrion över som förbundskapten för U21. Han ersattes 2013 då Horst Hrubesch gjorde comeback som förbundskapten.

## Turneringar

### U23-EM
- 1972: Kvartsfinal
- 1974: Kvalade inte in till slutspel
- 1976: Deltog inte

### U21-EM
- 1978: Deltog inte
- 1980: Deltog inte
- 1982: EM-silver
- 1984: Semifinal
- 1986: Kvalade inte in till slutspel
- 1988: Kvartsfinal
- 1990: Kvartsfinal
- 1992: Kvartsfinal
- 1994: Kvalade inte in till slutspel
- 1996: Kvartsfinal
- 1998: Kvartsfinal
- 2000: Kvalade inte in till slutspel
- 2002: Kvalade inte in till slutspel
- 2004: Gruppspel
- 2006: Gruppspel
- 2009: Mästare
- 2011: Kvalade inte in till slutspel
- 2013: Gruppspel
- 2015: Semifinal
- 2017: Mästare
- 2019: Final
- 2021: Mästare
- 2023: Gruppspel

## Truppen

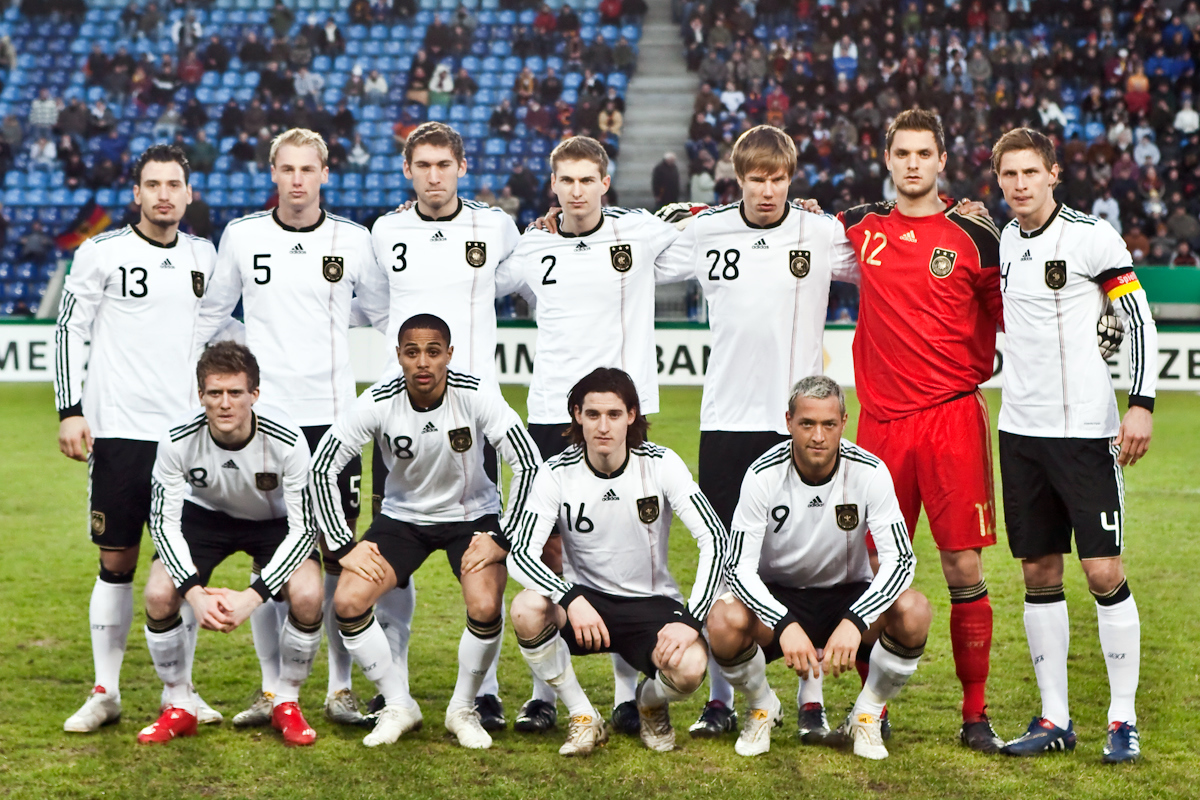
Tysklands U21-landslag före en match mot Island, mars 2010

Spelare födda 1998 eller efter är tillgängliga för spel till nästa U21-Europamästerskapet i fotboll.
Följande spelare är uttagna i Tysklands trupp i EM-kvalet mot Moldavien den 9 oktober och Bosnien och Hercegovina den 13 oktober 2020.
Antalet landskamper och mål är korrekta per den 9 oktober 2020 efter matchen mot Moldavien.
| Nr | Pos. | Namn               | Födelsedatum (ålder) | Matcher | Mål |          | Klubb               |  |
| -- | ---- | ------------------ | -------------------- | ------- | --- | -------- | ------------------- |  |
| 1  | MV   | Eike Bansen        | 21 februari 1998     | 0       | 0   | Belgien  | Zulte Waregem       |  |
| 12 | MV   | Finn Dahmen        | 27 mars 1998         | 0       | 0   | Tyskland | Mainz 05            |  |
| 23 | MV   | Lennart Grill      | 12 juni 1998         | 5       | 0   | Tyskland | Bayer Leverkusen    |  |
|    |      |                    |                      |         |     |          |                     |  |
| 2  | F    | Lars Lukas Mai     | 31 mars 2000         | 1       | 0   | Tyskland | Darmstadt 98        |  |
| 3  | F    | Tim Handwerker     | 19 maj 1998          | 5       | 0   | Tyskland | 1. FC Nürnberg      |  |
| 4  | F    | Luca Kilian        | 1 september 1999     | 7       | 1   | Tyskland | Mainz 05            |  |
| 5  | F    | Amos Pieper        | 17 januari 1998      | 2       | 0   | Tyskland | Arminia Bielefeld   |  |
| 15 | F    | David Raum         | 22 april 1998        | 0       | 0   | Tyskland | Greuther Fürth      |  |
| 20 | F    | Felix Passlack     | 29 maj 1998          | 2       | 0   | Tyskland | Borussia Dortmund   |  |
| 21 | F    | Bote Baku          | 8 april 1998         | 6       | 0   | Tyskland | Mainz 05            |  |
|    | F    | Stephan Ambrosius  | 18 december 1998     | 0       | 0   | Tyskland | Hamburger SV        |  |
|    | F    | Paul Jaeckel       | 22 juli 1998         | 0       | 0   | Tyskland | Greuther Fürth      |  |
|    |      |                    |                      |         |     |          |                     |  |
| 6  | MF   | Niklas Dorsch      | 15 januari 1998      | 5       | 1   | Belgien  | KAA Gent            |  |
| 7  | MF   | Yannik Keitel      | 15 februari 2000     | 2       | 0   | Tyskland | SC Freiburg         |  |
| 8  | MF   | Dennis Geiger      | 10 juni 1998         | 5       | 0   | Tyskland | 1899 Hoffenheim     |  |
| 13 | MF   | Salih Özcan        | 11 januari 1998      | 8       | 1   | Tyskland | 1. FC Köln          |  |
| 16 | MF   | Roberto Massimo    | 12 oktober 2000      | 1       | 0   | Tyskland | VfB Stuttgart       |  |
| 22 | MF   | Florian Wirtz      | 3 maj 2003           | 1       | 0   | Tyskland | Bayer Leverkusen    |  |
|    |      |                    |                      |         |     |          |                     |  |
| 9  | A    | Jonathan Burkardt  | 11 juli 2000         | 2       | 1   | Tyskland | Mainz 05            |  |
| 10 | A    | Lukas Nmecha       | 14 december 1998     | 11      | 6   | Belgien  | RSC Anderlecht      |  |
| 14 | A    | Ragnar Ache        | 28 juli 1998         | 3       | 1   | Tyskland | Eintracht Frankfurt |  |
| 17 | A    | Dominik Kother     | 16 mars 2000         | 1       | 1   | Tyskland | Karlsruher SC       |  |
| 18 | A    | Florian Krüger     | 13 februari 1999     | 3       | 1   | Tyskland | Erzgebirge Aue      |  |
|    | A    | Manuel Wintzheimer | 10 januari 1999      | 0       | 0   | Tyskland | Hamburger SV        |  |

### Nyligen inkallade
Följande spelare har varit uttagna i Tysklands U21-landslag och är fortsatt tillgängliga för spel. 
Spelare i kursiv stil har spelat för seniorlandslaget.
| Pos. | Namn                   | Födelsedatum (ålder) | Matcher | Mål | Klubb                | Senaste inkallelsen                         |
| ---- | ---------------------- | -------------------- | ------- | --- | -------------------- | ------------------------------------------- |
| MV   | Markus Schubert        | 12 juni 1998         | 6       | 0   | Schalke 04           | Moldavien U21 3 september 2020              |
|      |                        |                      |         |     |                      |                                             |
| F    | Felix Agu              | 27 september 1999    | 2       | 0   | Werder Bremen        | Moldavien U21 9 oktober 2020                |
| F    | Maxim Leitsch          | 18 maj 1999          | 2       | 0   | VfL Bochum           | Moldavien U21 9 oktober 2020                |
| F    | Linton Maina           | 23 juni 1999         | 0       | 0   | Hannover 96          | Moldavien U21 9 oktober 2020                |
| F    | Nico Schlotterbeck     | 1 december 1999      | 7       | 3   | Union Berlin         | Moldavien U21 9 oktober 2020                |
| F    | Vitaly Janelt          | 10 maj 1998          | 6       | 0   | VfL Bochum           | Belgien U21 8 september 2020                |
| F    | Ismail Jakobs          | 17 augusti 1999      | 2       | 0   | 1. FC Köln           | Belgien U21 8 september 2020                |
| F    | Josha Vagnoman         | 12 november 2000     | 3       | 0   | Hamburger SV         | Belgien U21 8 september 2020                |
| F    | Maxime Awoudja         | 2 februari 1998      | 2       | 0   | VfB Stuttgart        | Belgien U21 17 november 2019                |
| F    | Felix Agu              | 27 september 1999    | 2       | 0   | VfL Osnabrück        | Belgien U21 17 november 2019                |
| F    | Julian Chabot          | 12 februari 1998     | 4       | 0   | Sampdoria            | Belgien U21 17 November 2019                |
|      |                        |                      |         |     |                      |                                             |
| MF   | Robin Hack             | 27 augusti 1998      | 5       | 3   | 1. FC Nürnberg       | Moldavien U21 9 oktober 2020                |
| MF   | Arne Maier             | 8 januari 1999       | 10      | 1   | Hertha BSC           | Belgien U21 8 september 2020                |
| MF   | Linton Maina           | 23 juni 1999         | 0       | 0   | Hannover 96          | Belgien U21 8 september 2020                |
| MF   | Adrian Fein            | 18 mars 1999         | 5       | 1   | Hamburger SV         | Belgien U21 17 november 2019                |
| MF   | Dženis Burnić          | 22 maj 1998          | 4       | 0   | Dynamo Dresden       | Belgien U21 17 november 2019                |
| MF   | Niklas Dorsch          | 15 januari 1998      | 4       | 1   | 1. FC Heidenheim     | Belgien U21 17 november 2019                |
| MF   | Orestis Kiomourtzoglou | 7 maj 1998           | 2       | 0   | 1. FC Kaiserslautern | Belgien U21 17 november 2019                |
|      |                        |                      |         |     |                      |                                             |
| A    | Mërgim Berisha         | 11 maj 1998          | 5       | 1   | Red Bull Salzburg    | Moldavien U21 9 oktober 2020                |
| A    | Janni Serra            | 13 mars 1998         | 16      | 2   | Holstein Kiel        | Belgien U21 17 november 2019                |
| A    | Johannes Eggestein     | 8 maj 1998           | 11      | 2   | Werder Bremen        | Belgien U21 17 november 2019                |
| A    | Makana Baku            | 8 april 1998         | 3       | 0   | Holstein Kiel        | Bosnien och Hercegovina U21 15 oktober 2019 |
| A    | Mats Köhlert           | 2 maj 1999           | 2       | 0   | Willem II            | Bosnien och Hercegovina U21 15 oktober 2019 |

## Tränare
- Hannes Löhr (1990–2002)
- Jürgen Kohler (2002–2003)
- Uli Stielike (2003–2004)
- Dieter Eilts (2004–2008)
- Horst Hrubesch (2008–2009)
- Rainer Adrion (2009–2013)
- Horst Hrubesch (2013–2016)
- Stefan Kuntz (2016–)